# Komitet Kampanii Senatorskich Demokratów
Komitet Kampanii Senatorskich Demokratów (ang. Democratic Senatorial Campaign Committee) to organ, kontrolowany przez członków klubu Partii Demokratycznej w Senacie Stanów Zjednoczonych, który ma na celu pracę nad zapewnieniem wyboru kandydatom tej partii do izby wyższej Kongresu. Jego przewodniczącym jest zawsze senator, który z racji tego jest członkiem kierownictwa ugrupowania w Senacie. Komitet odgrywa bardzo ważną rolę w partii i amerykańskim życiu politycznym.

## Lista przewodniczących
| Nazwisko               | Stan          | Okres urzędowania |
| ---------------------- | ------------- | ----------------- |
| J. Bennett Johnston    | Luizjana      | 1976–1977         |
| Wendell Ford           | Kentucky      | 1977–1983         |
| Lloyd Bentsen          | Teksas        | 1983–1985         |
| George J. Mitchell     | Maine         | 1985–1987         |
| John Kerry             | Massachusetts | 1987–1989         |
| John Breaux            | Luizjana      | 1989–1991         |
| Chuck Robb             | Wirginia      | 1991–1993         |
| Bob Graham             | Floryda       | 1993–1995         |
| Bob Kerrey             | Nebraska      | 1995–1999         |
| Robert Torricelli      | New Jersey    | 1999–2001         |
| Patty Murray           | Waszyngton    | 2001–2003         |
| Jon Corzine            | New Jersey    | 2003–2005         |
| Charles Schumer        | Nowy Jork     | 2005–2009         |
| Robert Menendez        | New Jersey    | 2009–2011         |
| Patty Murray           | Waszyngton    | 2011–2013         |
| Michael Bennet         | Kolorado      | 2013–2015         |
| Jon Tester             | Montana       | 2015–2017         |
| Chris Van Hollen       | Maryland      | 2017–2019         |
| Catherine Cortez Masto | Nevada        | od 2019           |